# ŠK Spartak Subotica
ŠK Spartak Subotica, pełna nazwa Šah klub Spartak Subotica – serbski klub szachowy z siedzibą w Suboticy.

## Historia
Klub został założony w 1930 roku pod nazwą Radnički. W 1955 roku klub wstąpił do sportowego związku klubów kolejowych i zmienił nazwę na Spartak. W 1957 roku uczestniczył w Prvej lidze Jugoslavije. Przez 21 sezonów uczestniczył w drugiej lidze jugosłowiańskiej. W 2005 roku klub powrócił na najwyższy poziom rozgrywkowy, występując w Prvej saveznej lidze Srbije i Crne Gore; uzyskano wówczas czwarte miejsce. W roku 2006 uzyskano drugie miejsce w Prvej lidze Srbije, identyczny wynik klub Spartak uzyskał także w lidze kobiet. Rok później klub zajął czwarte miejsce w Pucharze Serbii. Zespół zajął wówczas piąte miejsce w lidze oraz trzecie w lidze kobiet. W 2008 roku Spartak był czwarty w Prvej lidze, a w roku 2013 – piąty. W 2015 roku ponownie uzyskano czwarte miejsce w lidze. W 2017 roku klub nie przystąpił do rozgrywek. Rok później zespół wrócił do Prvej ligi, zdobywając wtedy wicemistrzostwo kraju. Skład drużyny stanowili wówczas m.in. Ferenc Berkes, Nikola Sedlak i Dušan Popović. W latach 2019–2021 i 2023 szachiści klubu kończyli sezon na piątej pozycji. W sezonie 2024 Spartak zajął przedostatnie miejsce w lidze.

## Arcymistrzowie w historii klubu
- Ferenc Berkes[14]
- Boban Bogosavljević[14]
- Nikola Đukić[14]
- Denis Kadrić[15]
- Atanasios Mastrowasilis[16]
- Dragan Paunović[17]
- Miloš Pavlović[18]
- Dušan Popović[1]
- Richárd Rapport[19]
- Nikola Sedlak[1]
- Jure Škoberne[20]
- Wasił Spasow[18]
- Hrvoje Stević[21]
- Dalibor Stojanović[20]
- Aleksa Striković[15]